# Desmia flebilialis
Desmia flebilialis is een vlinder uit de familie van de grasmotten (Crambidae), uit de onderfamilie van de Spilomelinae. De wetenschappelijke naam van deze soort is voor het eerst voorgesteld als Aediodes flebilialis door Achille Guenée in een publicatie uit 1854.
De soort komt voor in Frans-Guyana.